# Roland Näf
Roland Näf (* 19. November 1957; heimatberechtigt in Tuggen) ist ein Schweizer Politiker (SP).

## Leben
Roland Näf ist in Muri aufgewachsen. An seine Ausbildung zum Primarlehrer schloss er eine Ausbildung zum Sekundarlehrer und ein Studium der Pädagogischen Psychologie und Politologie an. Seit 1986 unterrichtet er in Gümligen an der Schule Seidenberg, wo er seit 1998 auch als Schulleiter tätig ist. Er ist verheiratet, hat zwei Kinder und lebt in Muri.

## Politik
Roland Näf war von 1996 bis 2002 Mitglied des Grossen Gemeinderates (Legislative) von Muri. 2005 wurde er in den Grossen Rat des Kantons Bern gewählt, wo er von 2012 bis 2014 Mitglied der Finanzkommission war. Seit 2014 ist er Mitglied und seit 2017 Präsident der Bildungskommission und seit 2017 Mitglied des Büros des Grossen Rates.
Näf war von 2008 bis 2010 Vizepräsident und von 2010 bis 2014 Präsident der SP Kanton Bern. Er ist Mitglied der Gewerkschaftlichen Kommission von Bildung Bern.